# Палкіно (Краснинський район)
Палкіно (рос. Палкино) — село в Краснинському районі Смоленської області Росії. Входить до складу Малєєвського сільського поселення.
Населення — 23 особи (2007).

## Розташування
Розташоване в західній частині області на лівому березі річки Дніпро, за 11 км на південний схід від районного центру, смт Красний, за 30 км від станції Гусино лінії Москва-Мінськ.

## Історія
Станом на 1885 рік у колишньому власницькому селі, центрі Палкінської волості Краснинського повіту Смоленської губернії, мешкало 138 осіб, налічувалось 20 дворових господарств. За 3 версти — православна церква, водяний млин. За 6 верст — православна церква. За 7 верст — винокурний завод. За 8 верст — православна церква..
У роки Німецько-радянської війни село окуповано гітлерівськими військами у липні 1941 року, звільнено у вересні 1943 року.